# Assalt final
Assalt final  (títol original: Bridge of Dragons) és una pel·lícula estatunidenca d'acció i de ciència-ficció dirigida per Isaac Florentine l'any 1999.
Ha estat doblada al català.

## Argument
A les profunditats d'Àsia l'any 2050, Warchild, assassí professional, rebutja de portar a terme el seu últim contracte i vol dimitir. Halo, jove princesa asiàtica, està fugida després d'haver rebutjat casar-se amb un cap que no estimava perquè a més és l'assassí del seu pare. Per escapar dels seus enemics, Warchild i Halo hauran d'aliar-se.

## Repartiment
- Dolph Lundgren: Warchild
- Cary-Hiroyuki Tagawa: General Ruechang
- Rachel Shane: Princesa Halo
- Gary Hudson: Emmerich
- John Bennett: El registrador
- Scott L. Schwartz: Belmont
- Jo Kendall: Lily, la minyona
- Dave Nicholls: York
- Bashar Rahal: Robert
- Velizar Binev: el sastre
- Ivan Istatkov: mestre del ring de l'arena
- Nikolay Binev: el metge
- Boyan Milushev: Jake
- Sevdelin Ivanov: Scott
- Brian Fitkin: cap dels rebels